# Decorazione d'onore generale (Prussia)
La Decorazione d'onore generale (Allgemeines Ehrenzeichen) fu una decorazione istituita dal Re Federico Guglielmo III di Prussia nel 1810, poi passata nell'ambito dell'Impero di Germania.

## Storia
La medaglia venne concepita come una ricompensa particolare concessa al re di Prussia ai meritevoli per differenti scopi: coraggio, meriti di guerra, servizio, servizio fedele allo stato, lungo servizio allo stato, cinquant'anni di carriera, salvataggio di una vita umana, fedeltà nel lavoro. Originariamente suddivisa in sole due classi, nel 1890 venne apposta anche una medaglia d'oro come sottoclasse, poi sostituita nell'anno 1900 con una croce d'argento. Guglielmo II aggiunse infine la medaglia di bronzo. La croce d'argento venne in alcuni casi prodotta anche in zinco sul finire della prima guerra mondiale.

## Descrizione
- La medaglia è composta di un disco d'oro o d'argento raffigurante sul diritto il monogramma coronato dell'Imperatore regnante. Sul retro la medaglia è piana e riporta la dicitura "VERDIENST – UM – DEN STAAT" (valore verso lo stato) all'interno di una corona d'alloro.
- La croce è composta da una croce greca con le braccia decussate avente in centro un tondo col monogramma coronato dell'Imperatore regnante. Sul retro si trovava la frase "VERDIENST – UM – DEN STAAT" (valore verso lo stato).
- Il nastro era bianco con una striscia arancione per parte.